# Billy Ray Smith (giocatore di football americano 1935)
Billy Ray Smith detto senior (27 gennaio 1935 – 21 marzo 2001) è stato un giocatore di football americano statunitense; ha militato nel ruolo di defensive tackle e defensive end nella National Football League (NFL).

## Carriera
Smith al college giocò a football con gli Arkansas Razorbacks. Fu scelto nel corso del terzo giro (26º assoluto) del Draft NFL 1957 dai Los Angeles Rams. Fu scambiato dopo una sola stagione con i Pittsburgh Steelers e nuovamente scambiato con i Baltimore Colts nel 1960. Con essi prese parte a due Super Bowl come capitano della linea difensiva: il Super Bowl III, perso a sorpresa contro i New York Jets dell'American Football League e il Super Bowl V vinto contro i Dallas Cowboys due anni dopo per 16-13. Si ritirò dopo quella vittoria.

## Palmarès

### Franchigia
- Campionati NFL : 1

Baltimore Colts: 1968
- Super Bowl : 1

Baltimore Colts: V
- American Football Conference Championship: 1

Baltimore Colts: 1970

### Individuale
- Second-team All-Pro: 1

1968

## Vita privata
Il figlio, Billy Ray Smith Jr., giocò per dieci anni nella NFL con i San Diego Chargers.